# Michael Praetorius

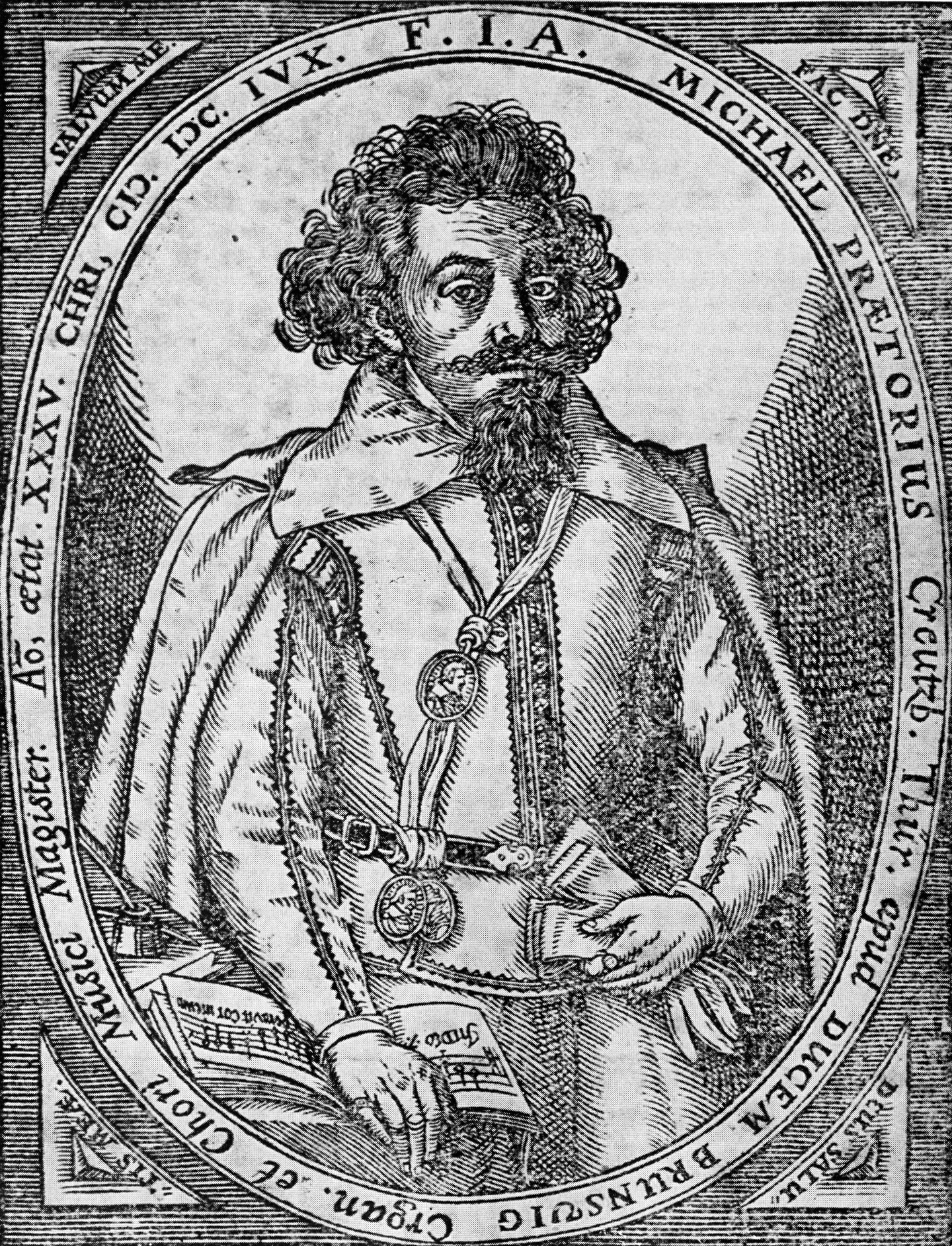
Michael Prætorius (1606)

Michael Praetorius (zeitgenössische Schreibweise auch Michaël Prætorius), latinisiert aus Michael Schulteis bzw. Michael Schultheis (* um 1571/72 (nach anderen Angaben 15. Februar 1571) in Creuzburg bei Eisenach; † 15. Februar 1621 in Wolfenbüttel), war ein deutscher Komponist, Organist, Hofkapellmeister und Gelehrter im Übergang von der Renaissance- zur Barockzeit, der das dreiteilige Syntagma musicum schuf.

## Leben

### Kindheit und Schule ab 1571/72

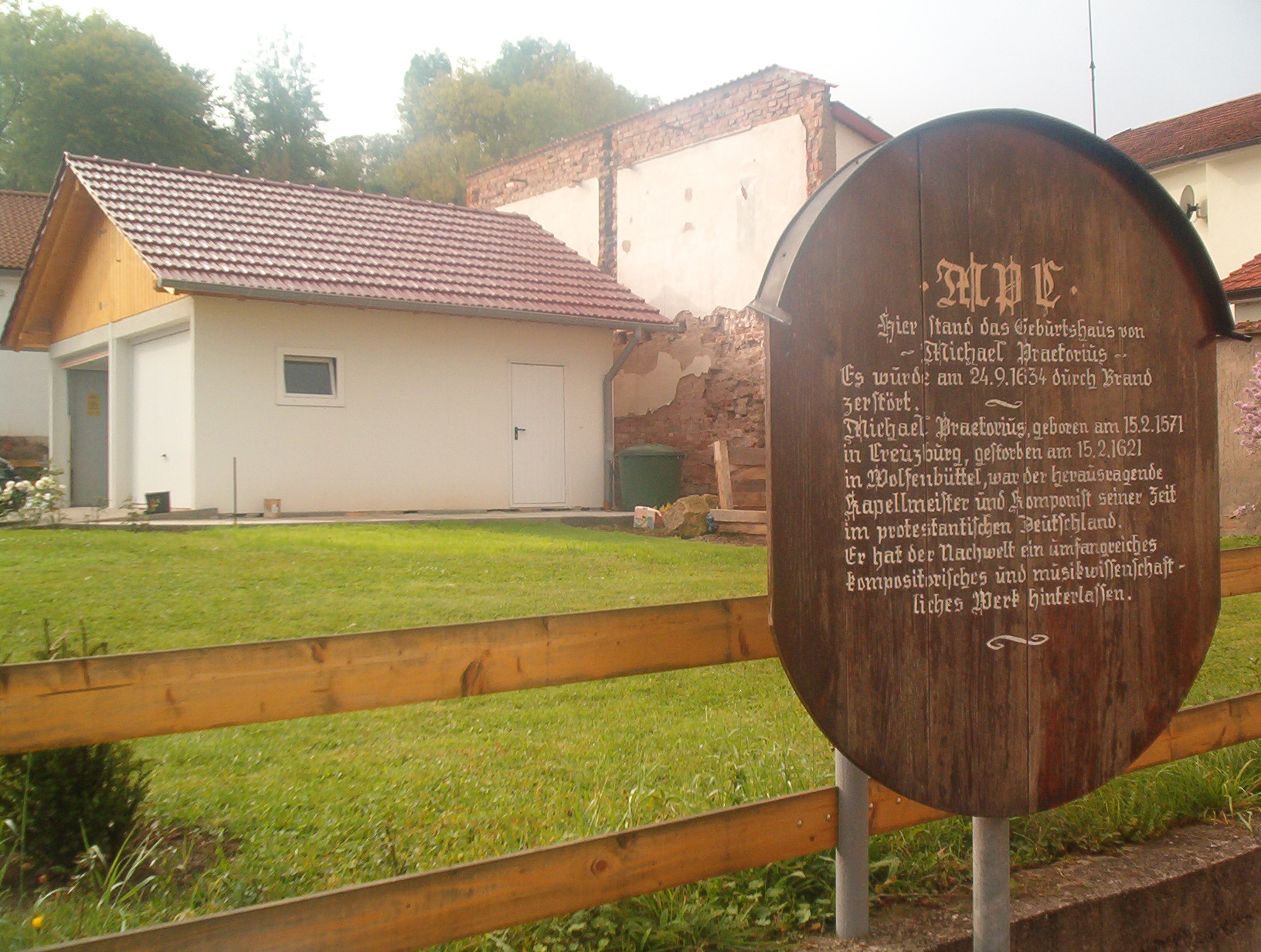
Hinweistafel vor dem Grundstück des am 24. September 1634 durch Brand zerstörten Geburtshauses von Praetorius in Creuzburg, 2005

Michael Praetorius war der in Thüringen geborene jüngste Sohn unter den sechs Kindern des streng lutherischen Pfarrers Michael Schulteis. Sein genaues Geburtsdatum ist nicht überliefert und die bekannten Hinweise liefern ein widersprüchliches Bild. Ältere Nachschlagewerke von Johann Kaspar Wetzel (1721) und Johann Gottfried Walther (1732) geben zwar einhellig den Geburtstag als 15. Februar 1571 an, womit Praetorius an seinem 50. Geburtstag gestorben wäre. Doch könnte es sich hierbei um eine Verwechslung handeln, denn dies widerspricht der Angabe aus einem seiner Leichenpredigt beigedruckten Gedicht, wonach er im 49. Lebensjahr gestorben sei (»cum jam ageret quadragesimum nonum aetatis annum«). Gestützt wird dies ferner durch ein Porträt aus dem Jahr 1606 mit der Unterschrift „Ao. aetat. XXXV“. Der Theologe Nathaniel J. Biebert publizierte 2020 die Hypothese, dass Praetorius aufgrund seines Vornamens am Michaelitag, also am 29. September 1571, getauft sein dürfte, und sein Geburtstag somit auf den 27. oder 28. September anzusetzen sei.
In Torgau besuchte er etwa 10 Jahre lang die Lateinschule, wo die musikalische Tradition Johann Walters fortlebte. Seinen Schulbesuch setzte er an der Lateinschule in Zerbst fort. Dort lebte er bei seiner Schwester und hatte vermutlich Orgelunterricht bei Thomas oder Lukas von Ende.

### Studium ab 1585
Im Jahr 1585 begann Praetorius – mit 13 oder 14 Jahren – das Studium der Theologie und Philosophie an der Universität Viadrina in Frankfurt (Oder). Dort lebten seine ältesten Brüder Andreas (geb. vor 1549) und Johannes (geb. 1552) als Pastoren. Andreas war Hofprediger des Kurfürsten von Brandenburg und Rektor der Universität.
Nach dem Tod beider Brüder wurde ihm von der Kirchenleitung eine Stelle als Organist an der Universitätskirche St. Marien angeboten. So konnte er seinen Lebensunterhalt etwa drei Jahre lang verdienen, bis er 1589/90 – ohne sein Studium abgeschlossen zu haben – aus unbekannten Gründen Frankfurt verließ.
Aufenthalt und Tätigkeit während der Jahre 1589–1594 sind bisher nicht geklärt, möglicherweise setzte er sein Studium in Helmstedt fort und hatte familiäre Anbindung zu seiner Schwester Brigitte, deren Mann Daniel Sachse seit 1591 Oberdomprediger in Halberstadt war.

### Kammerorganist ab etwa 1594
Fest steht, dass Praetorius seit etwa 1594 bei Herzog Heinrich Julius (geb. 1564, Regent 1589–1613 im Fürstentum Braunschweig-Wolfenbüttel), Bischof von Halberstadt und Herzog zu Braunschweig und Lüneburg, als Kammerorganist angestellt war. Vermutlich hatte der Herzog von dem jungen, talentierten Organisten gehört und ihn bewogen, den Musikerberuf zu ergreifen und das Studium der Theologie aufzugeben. „Ich hätte wohl zu der Zeit, da ich ein Organist worden, ein großer Doktor werden können“ schreibt Praetorius später (Brief von September 1608, Deters 1971, S. 108). Als vielseitig gebildeter Hofbeamter hatte Praetorius mitunter auch Aufgaben eines Sekretärs zu übernehmen; der Überlieferung nach war er auch „Geheimer Kammersekretär“ der Herzogin Elisabeth.
Neben seiner Residenz in Wolfenbüttel hatte Heinrich Julius seinen Bischofssitz in Gröningen bei Halberstadt, den er zu einem prachtvollen Renaissanceschloss ausbauen ließ. In der Schlosskapelle hatte der Halberstädter Orgelbauer David Beck in den Jahren 1592–1596 eine prunkvolle Orgel mit 59 Registern errichtet. Als Kammerorganist hatte Praetorius den Bau dieses Instrumentes in allen Einzelheiten verfolgen können. Zur Einweihung der Gröninger Orgel – der drittgrößten im damaligen Deutschland – veranstaltete der Herzog ein Fest und lud dazu 53 Organisten aus ganz Deutschland zum Probespiel ein. Während des Festes hatte Praetorius Gelegenheit, berühmte Kollegen kennenzulernen, unter anderem Hans Leo Haßler aus Nürnberg und Hieronymus Praetorius aus Hamburg.

### Hofkapellmeister unter Herzog Heinrich Julius ab 1604

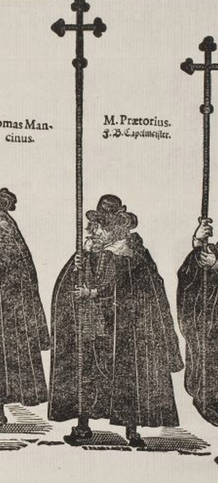
Praetorius beim Leichenzug von Herzog Heinrich Julius 1613

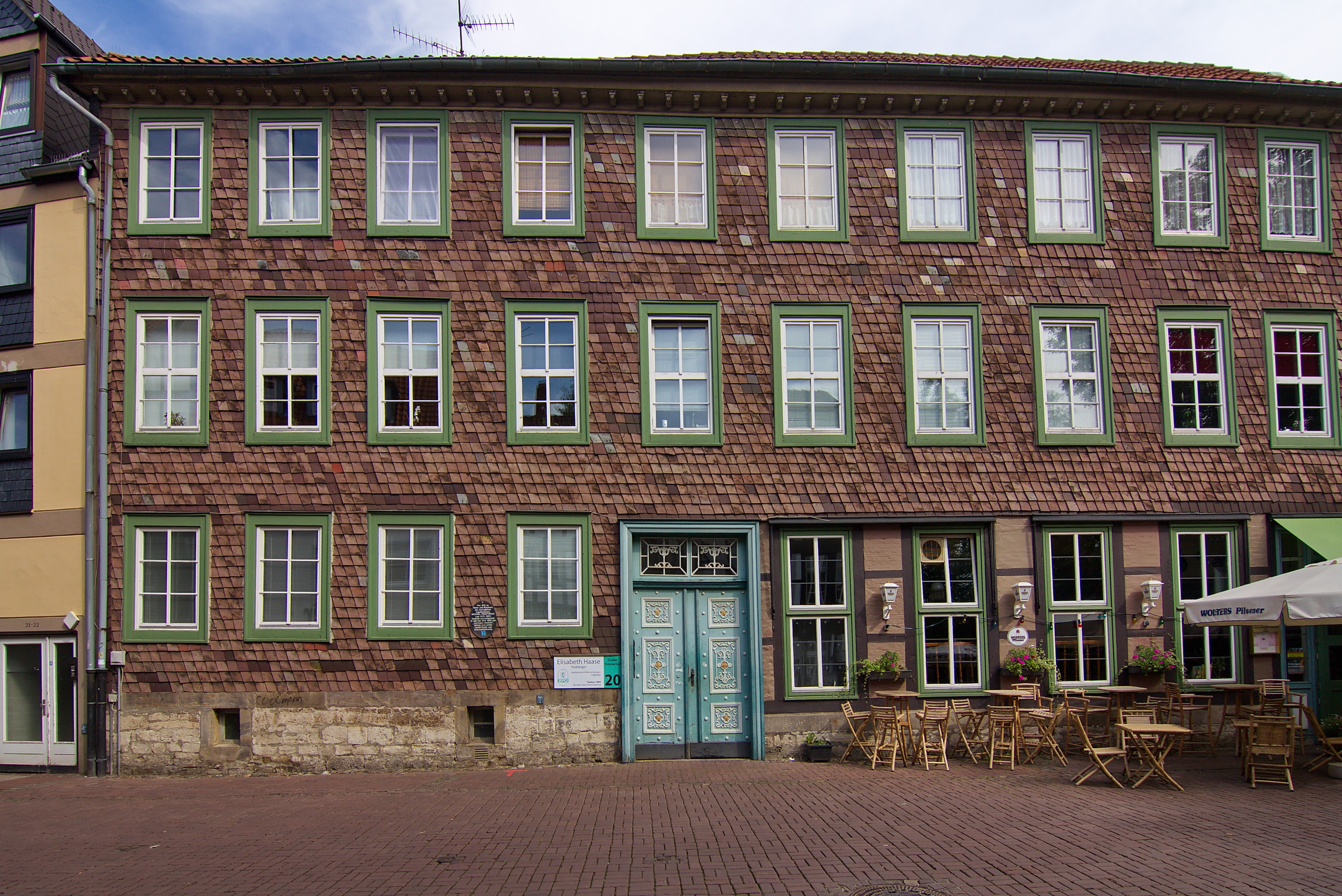
Wohnhaus Michael Praetorius’ in Wolfenbüttel

Im Dezember 1604 wurde Praetorius als Nachfolger von Thomas Mancinus zum Hofkapellmeister ernannt und lebte fortan in Wolfenbüttel. Damit war Praetorius für die Hofkapelle mit ihren etwa 18 Sängern und Instrumentalisten verantwortlich und hatte für gottesdienstliche Musik in der Schlosskapelle sowie für Tafelmusik bei festlichen oder privaten Essen und Tanzmusik bei höfischen Festen zu sorgen. Diese und weitere Pflichten, auch einige Rechte, wurden in der Bestallungsurkunde festgelegt. Er hatte z. B. den Söhnen und Töchtern des Herzogs täglich Instrumentalunterricht zu erteilen. Die Bezahlung entsprach der eines höheren Hofbeamten: jährlich 100 Taler Gehalt, 10 Taler Holzgeld, freier Tisch bei Hofe, eine Sommer- und eine Winter-Hofkleidung, als Deputat jährlich einen Ochsen, zwei Schweine, vier Scheffel Roggen, vier Scheffel Gerste. Über seinen ersten Dienstherrn und Gönner schrieb er:

„Unser allerseits gnädiger Fürst und Herr unterhält mich allhier so gnädig und wohl, dass ich es meine Lebetage nicht besser begehre“

Als Hofkapellmeister blieb er weiterhin Kammerorganist.
In dieser Zeit unternahm Praetorius wiederholt Reisen, u. a. nach Bückeburg, Kassel, Regensburg und Prag, auch in diplomatischem Auftrag des Herzogs. Enge familiäre Verbindungen des Wolfenbütteler Hofes zum Kurfürstlichen Hof Dresden führten mehrfach zu Reisen dorthin.
Unmittelbar nach der Ernennung zum Hofkapellmeister veröffentlichte Praetorius seine ersten Werksammlungen, die Motectae et Psalmi Latini (1605/07) und die Musae Sioniae I (1605), vermutlich entstanden während der Jahre als Kammerorganist. Die Kunst des Komponierens hat Praetorius wohl als Autodidakt erworben.
Seit 1603 war er mit Anna Lakemacher aus Halberstadt verheiratet und hatte zwei Söhne: Michael (* 1604) und Ernst (* 1606). 1605 erwarb er ein Haus am Kornmarkt in Wolfenbüttel, 1612 konnte er ein stattliches Wohnhaus am Großen Zimmerhof bauen lassen.

### Hofkapellmeister unter Herzog Friedrich Ulrich 1613–1621
Nach dem Tod von Herzog Heinrich Julius im Jahre 1613 schwieg die Musik in Wolfenbüttel wegen des Trauerjahres und Praetorius wurde an den Kurfürstlichen Hof in Dresden beurlaubt. Danach wohnte und arbeitete er wieder in Wolfenbüttel, blieb aber als „Capellmeister von Haus aus“ dem Dresdner Hof verbunden, d. h., er blieb in seiner Wolfenbütteler Bestallung und reiste gelegentlich zu Aufführungen bei festlichen Gelegenheiten nach Dresden. In gleicher Funktion wirkte er ab 1616 auch am Erzbischöflich-Magdeburgischen Hof in Halle/Saale.
Als Komponist leitete er zahlreiche Festmusiken zu unterschiedlichen Anlässen:
- 1610: eine Taufe in Dresden
- 1614: Fürstentag in Naumburg, Hochzeit Herzog Friedrich Ulrichs in Wolfenbüttel („Diana Teutonica“, weltliche Gesänge, nicht überliefert), eine Taufe in Dresden
- 1615: eine Hochzeit in Wolfenbüttel, eine Taufe in Dresden, gemeinsam mit Samuel Scheidt die Hochzeitsmusik in Halle/Saale
- 1616: die Erbhuldigung für Herzog Friedrich Ulrich in Braunschweig und eine Taufe in Halle
- 1617: die Introduktion des Bischofs Christian von Braunschweig in Halberstadt, der Kaiserbesuch in Dresden („Polyhymnia Heroica“, nicht überliefert) und eine Fürsten-Hochzeit in Darmstadt

Zudem komponierte Praetorius die Festmusik zur Hundertjahrfeier der Reformation in Dresden („Polyhymnia Jubilaea“, nicht überliefert), die unter Leitung von Heinrich Schütz aufgeführt wurde.
Zusätzlich war er musikalischer Berater an den Fürstenhöfen in Bückeburg, Rotenburg/Wümme, Sondershausen (Loh-Orchester) und am dänischen Königshof in Kopenhagen (1618).
Gemeinsam mit Samuel Scheidt und Heinrich Schütz (nicht gesichert) erfolgte 1618 die Neuorganisation der Magdeburger Dommusik sowie 1619 mit Scheidt, Schütz und Johann Staden die Einweihung der neuen Fritzsche-Orgel der Bayreuther Stadtkirche Heilig Dreifaltigkeit. Man weiß von Reisen nach Leipzig, Nürnberg und Bückeburg, von einem Briefwechsel mit Seth Calvisius (siehe Syntagma musicum II/III) und der Bekanntschaft mit Johann Hermann Schein.
Von Bedeutung ist seine Zusammenarbeit mit den Orgelbauern Esaias Compenius (z. B. 1610 „Compenius-Orgel“ in Schloss Hessen, 1616 verschenkt an König Christian IV. von Dänemark, unverändert erhalten als „Orgel von Schloss Frederiksborg“) und Gottfried Fritzsche (z. B. 1621 Orgel in der neuerbauten Kirche Beatae Mariae Virginis in Wolfenbüttel).
Als Schüler ist nur Heinrich Grimm bekannt (um 1607 Kapellknabe in der Wolfenbütteler Hofkapelle). Rückschlüsse aus Syntagma musicum weisen auf einen umfangreichen Briefwechsel mit italienischen Druckern und Verlegern in Florenz, Rom und Venedig hin, in deren Folge Praetorius zahlreiche Kompositionen und Schriften italienischer Komponisten besessen haben muss. Ein Nachlass ist nicht erhalten.
Praetorius hinterließ 1619 ein Legat mit einer Stiftung von 3.000 Mariengulden, anzulegen zur Unterstützung von Studenten der Theologie oder von Armen in Städten, in denen er oder seine Familie gelebt hatten: Creuzburg, Torgau, Treuenbrietzen, Frankfurt (Oder), Dresden, Halle, Zerbst, Halberstadt und Wolfenbüttel. Die Auszahlung der Zinsen ist allerdings nur einmal erfolgt.
Praetorius war Prior des Klosters Ringelheim bei Goslar. Dieses Ehrenamt war in aller Regel mit einer Pfründe verbunden. Er war auch Konventuale des Klosters Amelungsborn.
Praetorius starb am 15. Februar 1621 und wurde unter der Orgelempore der Hauptkirche Beatae Mariae Virginis in Wolfenbüttel (Marienkirche) beigesetzt. Sein Epitaph ist nicht erhalten.

„Der Tag, der uns einen Michael Prätorius 1571 gab, war es auch, der uns denselben 1621 wiederum entriß. Er bereicherte die Literatur der Musik mit vortrefflichen Werken, und hinterließ im praktischen Theil der Tonkunst zehen Produkte seines Fleißes. Schade, daß sein Syntagma musicum nicht ins Deutsche übersezt wurde. Adlung in der Anleitung zur music. Gelehrtheit S. 401 führt noch eine Abhandl. von ihm als Mspt. an: von der Lieferung u. Beschlagung oder Probirung einer Orgel.“

## Werke

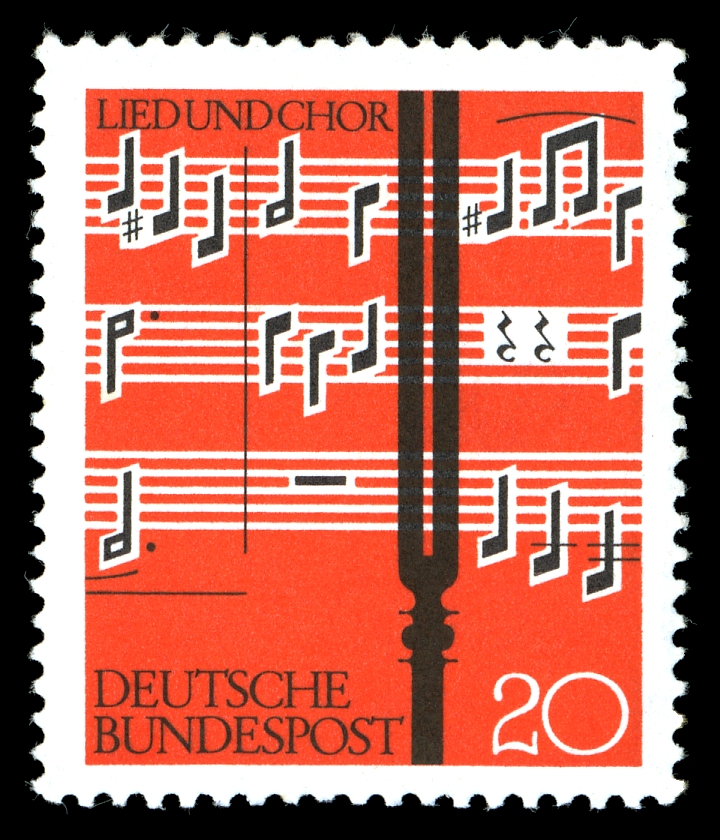
Briefmarke mit Stimmgabel vor dem Notentext des Liedes In dulci jubilo aus Praetorius’ Sammelwerk Musae Sioniae

Praetorius hinterließ eine große Zahl wertvoller Kirchenkompositionen (Messen, Motetten, Hymnen, Kirchenlieder etc.), aber auch weltliche Tänze sowie musikwissenschaftliche Schriften.
Sein bedeutendstes Buch, das Syntagma musicum (Band 1, Wittenberg/ Wolfenbüttel 1615; Band 2–3, Wolfenbüttel 1619; Neudruck Kassel 1958–1959), gilt heute als wichtigste Quelle zur Aufführungspraxis der deutschen Musik des Frühbarock. Die dreibändige Abhandlung beschreibt detailliert die zeitgenössische musikalische Praxis und alle damals gebräuchlichen Musikinstrumente.
Praetorius veröffentlichte seine Kompositionen bereits zu Lebzeiten in 20 Bänden. Die ersten neun, Musae Sioniae („Zions-Musen“, 1605–1610), enthalten ca. 1244 Choräle und Liederbearbeitungen, die das musikalische Erbe der Reformation widerspiegeln. Band 11, Missodia Sionia, enthält geistliche Musik für den Gottesdienst für zwei bis acht Stimmen, darunter eine achtstimmige Messe.
Die moderne Gesamtausgabe seiner Kompositionen, 1929 von Friedrich Blume herausgegeben, umfasst 20 Bände nebst Registerband. Einem breiten Publikum ist Michael Praetorius vor allem bekannt durch seinen vierstimmigen Satz des Weihnachtsliedes Es ist ein Ros entsprungen.
Das Gegenstück dazu, weltliche Musikwerke, nennt Praetorius in seinen Schriften Musae Aoniae („Äonische Musen“). In seiner Abhandlung Syntagma musicum vermerkt er dazu, dass er unter diesem Titel ursprünglich acht Bände plante. Erhalten ist nur seine Sammlung von 312 größtenteils französischen Tänzen, die er 1612 unter dem Titel Terpsichore veröffentlichte, dem Namen der griechischen Muse des Tanzes.
Im heutigen Evangelischen Gesangbuch stehen folgende seiner Werke:
- Satz zu Den die Hirten lobeten sehre (Quem pastores laudavere) (EG 29)
- Satz zu Es ist ein Ros entsprungen (EG 30)
- Satz zu Der Morgenstern ist aufgedrungen (EG 69)
- Text zu Wir danken dir, Herr Jesu Christ (EG 121)
- Canon Jubilate Deo (EG 181.7)
- Melodie zu Mein Seel, o Herr, muß loben dich (EG 308)
- Melodie zu O gläubig Herz, gebenedei (EG 318)
- Melodie zu Mein erst Gefühl sei Preis und Dank (EG 451)

## Nachwelt

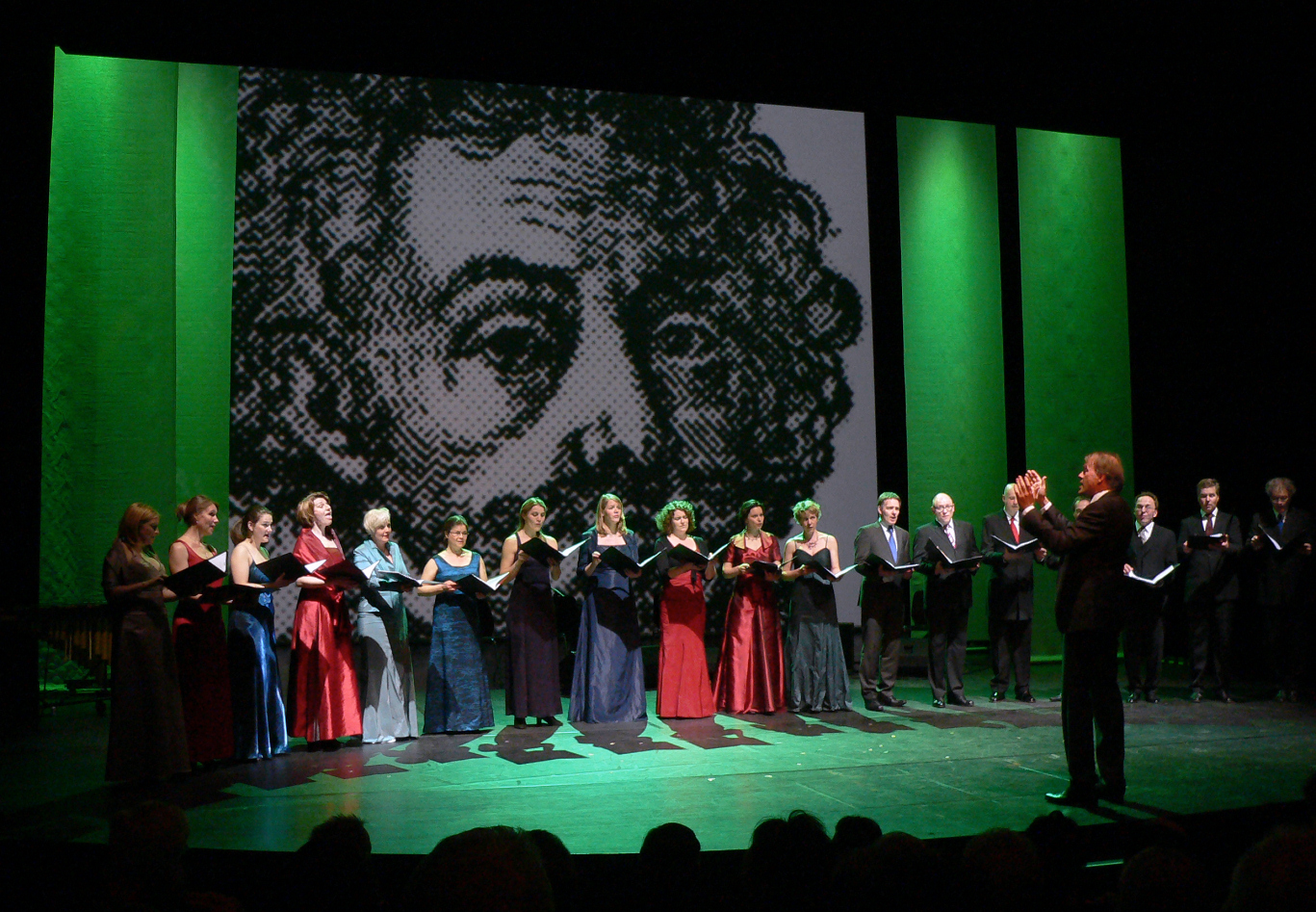
Gala bei der Verleihung des Praetorius Musikpreises 2012 im Schauspielhaus Hannover mit dem Bildnis von Praetorius

Wegen seiner Verdienste wurde der von 2005 bis 2012 vergebene Musikpreis des Landes Niedersachsen nach Michael Praetorius benannt.
In Creuzburg als dem Geburtsort von Michael Praetorius gründete sich 1994 die Michael-Praetorius-Gesellschaft, die das Gesamtwerk des Komponisten pflegt und fördert. Dazu veranstaltet sie in Creuzburg die Michael-Praetorius-Tage als dreitägiges Musikfestival. In dem Rahmen finden musikalische und musikwissenschaftliche Veranstaltungen statt, die sich dem Leben und Wirken des Michael Praetorius sowie anderen Komponisten seiner Zeit widmen.